# Schalbroek
Schalbroek is een gehucht in de Belgische gemeente Lummen. Het ligt ten zuidwesten van het centrum van Lummen, waarvan het slechts gescheiden is door het park van Kasteel Het Hamel.
Schalbroek ligt in de vallei van de Mangelbeek en ligt ingeklemd tussen dit beekje met bijbehorende visvijvers in het zuiden, en het boscomplex bij de Willekensberg in het noorden.

## Geschiedenis
Op de Ferrariskaart uit de jaren 1770 is het gehucht aangeduid als Scalbroeck. De Atlas der Buurtwegen en de Vandermaelenkaart uit het midden van de 19de eeuw vermelden respectievelijk Schallebroek en Schalliebroek.

## Bezienswaardigheden
Nabij Schalbroek bevond zich, aan de huidige Mangelbeekstraat, een schans, waarvan de omgrachting door de Mangelbeek werd gevoed. Wanneer deze schans werd opgericht is niet bekend, maar ze werd voor het eerst in 1641 vermeld. Door verkaveling voor woningen is een deel van het oorspronkelijk perceel aangetast of verdwenen. In 2004 is echter een deel van de gracht gerestaureerd.
Aan Mangelbeekstraat 56 bevindt zich de Kleine Molen, een watermolen op de Mangelbeek.